# Федькин, Юрий Николаевич
Ю́рий Никола́евич Фе́дькин (род. 6 октября 1960, Москва, РСФСР, СССР) — чемпион Олимпийских игр в Барселоне в стрельбе из пневматической винтовки, заслуженный мастер спорта СССР (1992).

## Биография
В 1994 году закончил Воронежский государственный институт физической культуры.
Выступал за команду вооружённых сил (Москва).

## Спортивные заслуги
- чемпион Олимпийских игр в Барселоне в стрельбе из пневматической винтовки на 10 м
- чемпион мира (1991)
- трёхкратный серебряный призёр чемпионатов мира
- двукратный бронзовый призёр чемпионатов мира
- победитель финала Кубка мира (1994)
- пятикратный чемпион Европы (1987, 1989, 1990, 1993, 1997)
- семикратный серебряный призёр чемпионатов Европы
- трёхкратный бронзовый призёр чемпионатов Европы
- двадцатитрёхкратный чемпион СССР (1983—1991)
- семикратный чемпион России
- обладатель 7 рекордов мира и Европы, 18 рекордов СССР, 8 рекордов России в личном и командном зачётах

## Награды
- медаль «За отличие в воинской службе»
- медаль ордена «За заслуги перед Отечеством» II степени
- медаль «За трудовую доблесть»
- Орден почёта